# Charlotte Casiraghi
Pour les articles homonymes, voir Casiraghi.
Charlotte Casiraghi, née le 3 août 1986 à Monaco, est un membre de la famille princière de Monaco, fille de la princesse Caroline de Monaco et de Stefano Casiraghi.
Elle est connue comme une personnalité du monde de la mode et une cavalière ayant participé à plusieurs championnats d'équitation.
Fréquemment présente à la une de la presse people, Charlotte Casiraghi a par exemple fait la couverture de l'édition française du magazine Vogue en juillet 2011. Fin 2009, la jeune femme devient par ailleurs l'égérie de la ligne hippique de la marque italienne Gucci et, fin 2020, celle de la maison française Chanel.

## Biographie

### Famille
Charlotte Casiraghi est la fille de la princesse Caroline de Monaco et de son deuxième époux, l'homme d'affaires italien Stefano Casiraghi (1960-1990). Elle a deux frères, Andrea (1984) et Pierre Casiraghi (1987). Du mariage de sa mère en 1999 avec le prince Ernest-Auguste de Hanovre, elle a une demi-sœur, la princesse Alexandra de Hanovre (1999).
Par sa mère, elle est la petite-fille du prince Rainier III (1923-2005) et de son épouse l'actrice américaine Grace Kelly (1929-1982). Elle est la nièce du prince Albert II et de la princesse Stéphanie de Monaco.

### Enfance
Orpheline de père à l'âge de quatre ans, Charlotte Casiraghi quitte en 1990 Monaco avec sa mère et ses deux frères pour la petite ville de Saint-Rémy-de-Provence. Caroline de Monaco a alors l'intention de limiter l'exposition médiatique de ses enfants pour les protéger des journalistes.
À la fin des années 1990, elle voit entrer dans sa famille le prince Ernest-Auguste de Hanovre, qui devient son beau-père en 1999. Peu de temps après, la princesse Caroline donne le jour à une autre fille, Alexandra de Hanovre, et la famille déménage à Fontainebleau, près de Paris,.

### Éducation et formation universitaire
En 2000, Charlotte Casiraghi intègre le lycée François-Couperin de Fontainebleau, où elle suit des cours en philosophie de Robert Maggiori. Elle y passe son baccalauréat en juillet 2004 avec mention très bien. Elle poursuit ses études en classe préparatoire aux grandes écoles, au lycée Fénelon, dans le but d'intégrer une école normale supérieure. Elle échoue au concours d'entrée en juin 2006.
En 2007, elle obtient une licence de philosophie à l'université Paris-Sorbonne,. Elle effectue à la même époque deux stages dans le monde de l'édition : l'un chez Robert Laffont, à Paris, et l'autre au journal britannique The Independent, à Londres,.

### Activités officielles
En tant que membre de la famille princière de Monaco, Charlotte Casiraghi exerce quelques fonctions officielles dans son pays. Depuis 1997, elle est ainsi la marraine des forces de sécurité monégasques. Depuis 2006, elle participe chaque année au Bal de la rose, dont le but est de collecter des fonds pour la Fondation Princesse-Grace-de-Monaco.
En 2009 et 2011, elle accompagne son oncle, le prince Albert II, lors de la remise du trophée du Grand Prix automobile de Monaco. Surtout, depuis 2010, elle assume le rôle de présidente honoraire du Jumping International de Monte-Carlo, une fonction dans laquelle elle succède à sa mère.
Depuis 2021, Charlotte Casiraghi dirige les Rendez-vous littéraires de la rue Cambon lancés par Chanel. Elle anime des conversations avec des écrivaines et des personnalités influentes autour de la littérature.

### Championnats d'équitation
En 2001, Charlotte Casiraghi intègre l'équipe du champion d'équitation français Marcel Rozier. Entraînée successivement par Rozier et ses fils Philippe et Thierry, elle participe alors à plusieurs compétitions juniors et amateurs de saut d'obstacles. En 2004, elle met toutefois sa passion pour l'équitation entre parenthèses afin de se consacrer pleinement à ses études,.
En avril 2009, elle reprend sa pratique du saut d'obstacles avec Thierry Rozier. Peu de temps après, elle participe en tant qu'amateur au Global Champions Tour avec GI Joe, un cheval de Jan Tops, à Valence, Monte-Carlo, Cannes, Estoril, Rio de Janeiro et Valkenswaard. En juin suivant, Charlotte Casiraghi est interrogée à la télévision dans l'émission Stade 2, à propos de sa participation au championnat.
En 2010, elle renouvelle sa participation au Global Champions Tour avec les chevaux Troy et Tintero. Elle est alors choisie par Gucci pour devenir l'ambassadrice de sa ligne équestre. La styliste Frida Giannini réalise désormais spécialement pour la jeune femme les tenues qu'elle porte durant ses compétitions.

### Journalisme
Charlotte Casiraghi a publié plusieurs articles dans la presse anglo-saxonne. Elle a ainsi écrit pour le supplément du dimanche du quotidien The Independent (fin 2007) et pour le magazine de mode AnOther (en janvier 2008). Son premier article, intitulé « Sole Mate » et consacré à la David Lynch/Christian Louboutin “Fetish” exhibition, est publié le 21 octobre 2007.
En 2009, elle est rédactrice au magazine Above avant de fonder, avec deux amies, Ever Manifesto, une revue gratuite centrée sur la mode écologique,,.
En 2015, avec Joseph Cohen, Robert Maggiori, et Raphael Zagury-Orly, elle fonde « Les Rencontres philosophiques de Monaco » et le « Prix Philosophie ». En octobre de la même année, elle participe à un entretien croisé avec André Comte-Sponville dans Philosophie Magazine. Le 28 novembre 2015, elle signe une critique du livre de philosophie Défense du secret d'Anne Dufourmantelle, dans Libération.

## Vie privée
Après avoir fréquenté de 2002 à 2004 le comte Hubertus Herring von Frankensdorf, Charlotte Casiraghi rencontre Félix Winckler, fils d'un avocat belge, avec qui elle vit de 2004 à 2007.
De 2007 à 2011, Charlotte Casiraghi partage la vie du milliardaire Alexander Dellal, fils de l'homme d'affaires anglo-iranien Guy Dellal.
De décembre 2011 à octobre 2015, elle partage la vie du comédien et humoriste Gad Elmaleh,. Le couple a un fils, Raphaël, né le 17 décembre 2013.
D'octobre 2015 à septembre 2016, elle vit avec Lamberto Sanfelice, un réalisateur et scénariste italien.
En avril 2017, elle entame une relation avec le producteur Dimitri Rassam, fils de l'actrice française Carole Bouquet et du producteur Jean-Pierre Rassam. Le couple a un fils, Balthazar, né le 23 octobre 2018. Le 1er juin 2019, ils se marient civilement à Monaco puis religieusement le 29 juin en l'abbaye Sainte-Marie de Pierredon. Ils se séparent fin 2023.
En mars 2024, un article de Paris-Match annonce une idylle entre Charlotte Casiraghi et l'écrivain Nicolas Mathieu depuis 2023.

## Titre et place dans l'ordre de succession monégasque
Malgré son appartenance à la famille princière de Monaco et bien que quelques médias la qualifient régulièrement de « princesse », Charlotte Casiraghi ne possède aucun titre de noblesse. Comme elle l'a déclaré elle-même dans l'interview qu'elle a donnée au magazine Vogue de septembre 2011 : « Je ne suis pas princesse [...]. Ma mère l'est, pas moi. Je suis la nièce d'un chef d'État et à ce titre, j'ai quelques devoirs de représentation, rien de très contraignant ou de très exceptionnel. »
Au 22 mai 2018, Charlotte est en onzième position dans l'ordre de succession au trône de Monaco.

## Décorations

### Décorations monégasques
- Chevalier de l'ordre du Mérite culturel (18 novembre 2024)[34].

## Couvertures de magazine
Régulièrement présente à la une de la presse people, la jeune femme est également apparue en couverture des :
- Numéro de février 2011 du magazine Equestrian Lifestyle[réf. nécessaire]
- Numéro 1766 du magazine VSD du 30 juin/6 juillet 2011[réf. nécessaire]
- Numéro 920 du magazine Vogue Paris publié en septembre 2011 (photos de Mario Testino)[réf. nécessaire]